# 富山幹太郎
富山 幹太郎（とみやま かんたろう、1954年1月22日 - ）は、日本の実業家。玩具メーカー・タカラトミー代表取締役会長、元社長。（一社）日本玩具協会会長も兼務。東京都葛飾区出身。

## 来歴・人物
タカラトミーの前身であるトミーの創業者、富山栄市郎の孫として生まれる。
1972年、開成高校卒業。早稲田大学理工学部中退後、イギリスのハル大学社会科学部に留学。卒業・帰国後の1982年7月に父・富山允就が社長を務めるトミー工業に入社する。
1970年代から1980年代前半のトミーは日本国内市場よりも輸出に重点を置いた経営方針を採っていたが、1985年のプラザ合意を機に円高が急速に進み、経営状況が悪化したことから社員の4割削減と4箇所の工場を1箇所だけ残して閉鎖するリストラ案を提示し、この案に反対した父・允就と対立するが最終的にはリストラ案が受け入れられ、1986年12月に勇退し会長となった允就の後継としてトミー工業の第3代社長に就任する。トミー工業は1989年に販売子会社と合併し、株式会社トミーに商号変更した。
1990年代には、それまで競合事業者で業界首位のバンダイと比べて消極的であったキャラクタービジネスへの積極参加を打ち出す大胆な経営方針の転換に着手。特に「ポケットモンスター」関連の商品化権を幅広く取得したことで業績を大幅に伸ばし、1997年にはタカラを抜いて業界2位に躍進した。
2006年3月1日、トミーとタカラが合併。トミーを存続会社とした新会社・タカラトミーとなり、トミー時代より引き続いて代表取締役社長に就任する。2011年、第30回ベスト・ファーザー イエローリボン賞（政治・経済部門）を受賞した。
2015年、次期社長に創業家外の出身者である副社長兼COOのハロルド・ジョージ・メイを指名し、自身は会長に就任することを発表した。会長就任後も代表権は新社長のメイと共に引き続き保持している。
2024年、旭日中綬章受章。

## テレビ出演
- 日経スペシャル カンブリア宮殿 どんな環境変化でも絶対に潰さない！ ～おもちゃ屋3代目　執念の経営～（2010年3月1日、テレビ東京）[9]

## 書籍

### 著書
- 『私の経営学(5)』（著者:江尻義久 大須賀正孝 羽鳥兼市 川田達男 富山幹太郎）（2016年9月1日、商工中金経済研究所）ISBN 9784904735282